# لوب خلفی مخچه
لوب خلفی مخچه (به انگلیسی: Posterior Lobe of Cerebellum) یا نئوسربلوم (به انگلیسی: Neocerebellum)، بخشی از مخچه است که زیر شیار اولیه قرار می گیرد. لوب خلفی بسیار بزرگتر از لوب قدامی بوده و شیار خلفی-جانبی، لوب فلوکولوندولار را از لوب خلفی جدا می کند.
برخی مواقع به لوب خلفی مخچه، لوب نئوسربلوم می گویند چرا که از نظر تبارشناسی ژنتیکی، جدیدترین بخش مخچه است (نئو: جدید، سربلوم: مخچه). این بخش، نقش مهمی را در هماهنگی حرکت‌های ظریف بازی می کند، بخصوص در بازداری از حرکات ناخودآگاه از طریق بازدارندگی پیام‌رسان‌های عصبی، به طور خاص GABA.
ورودی‌های لوب خلفی عمدتاً از ساقه مغز (یعنی تشکیلات شبکه‌ای و هسته زیتونی تحتانی) و قشر مخ دریافت می شوند.
همچنین این لوب، فعالیت‌هایی مرتبط با شادی دارد.

## تصاویر بیشتر

پویانمایی. لوب خلفی به رنگ قرمز نشان داده شده.
پویانمایی از نمای نزدیک. لوب خلفی به رنگ قرمز نشان داده شده.
- ویدیئوی تشریح (1 دقیقه و 20 ثانیه). سه لوب مخچه‌ای نشان داده شده.